# مقابلة الخروج
مقابلة الخروج هو دراسة استقصائية تجرى مع فرد على وشك الخروج من منظمة أو علاقة. مقابلاتالخروج الأكثر شيوعا تحدث للموظف المغادر مؤسسته  ، أو الطالب لمؤسسته التعليمية، أو عضو لرابطته. يمكن للمنظمة استخدام المعلومات المكتسبة من مقابلة الخروج لتقييم ما ينبغي أن يحسن أو يغير أو يبقى على حاله في المنظمة. علاوة على ذلك، يمكن للمنظمة استخدام نتائج المقابلات للحد من ودوران الموظفين أو الطلاب أو الأعضاء وزيادة الإنتاجية والمشاركة، وبالتالي الحد من ارتفاع التكاليف المرتبطة بالدوران. من الأمثلة على أهمية إجراء مقابلات الخروج تشمل تقصير عملية التوظيف والتعيين، والحد من التغيب عن العمل، وتحسين الابتكار، واستدامة الأداء والحد من عمليات التقاضي خاصة إذا كانت القضايا الخلافية تناقش في مقابلة الخروج. من المهم لكل المنظمة تصميم مقابلات الخروج الخاصة بها من أجل الحفاظ على أعلى مستويات صحة وموثوقية المخرجات.

## في الأعمال
في عالم الأعمال تركز مقابلات الخروج على الموظفين المغادرين للشركة أو عندما يكمل الموظف مشروعا هاما. الغرض الرئيسي من مقابلات الخروج هو الحصول على معلومات من أجل تحسين جوانب معينة في الشركة والمحافظة على كوادر الشركة وتقليص الدوران الوظيفي. خلال هذه المقابلة يسأل الموظف عن أسباب استقالته وما الذي أثر بشكل خاص على قراره هذا وعما إذا كان متوجها لشركة أخرى أم لا وهل ما تقدمه الشركة الجديدة مختلفا عما تقدمه الشركة الحالية . تستخدم الشركات هذه المعلومات لتحسين إستراتيجية الموارد البشرية لديها بما يتوافق مع ما يبحث عنه الموظفون في شركات أخرى وتقوم ببرامج وممارسات ترغب بالمواهب المتبقية لديها بالاستمرار معها.
في الماضي، كان يجري جمع بيانات مقابلات الخروج  ولكن لا يعطى اهتمام كبير فيما يتعلق بتفسير البيانات وجعلها قابلة للتنفيذ. لكن اليوم أصبح للمنظمات مقاييس وتحليلات، ومعايير وأفضل الممارسات التي تساعد المنظمات في فهم معنى واستخدام البيانات لتنفيذ برامج تنظيمية استباقية للحفاظ على الموظفين. ومؤخرا تم وضع مجموعة برمجيات لإدارة مقابلات الخروج. هذه البرامج تيسير وتبسيط عملية خروج الموظف، وتسمح للدراسات الاستقصائية أن تكتمل عن طريق شبكة الإنترنت، وجعل خيارات الخروج والاحتفاظ سهلة للتعرف، وتجميع البيانات القابلة للتنفيذ التي يمكن أن تزيد من الإنتاجية والفعالية التنظيمية. بالإضافة إلى ذلك، بعض من هذه البرامج تمكن من قياس البيانات المستقاة من الدراسات الاستقصائية لفهم أكثر دقة لماذا ترك موظفي المنظمة وظائفهم.

### أسئلة شائعة في مقابلات الخروج
الأسئلة الشائعة تشمل أسباب مغادرته، الرضا الوظيفي، الإحباط، وردود الفعل بشأن سياسات الشركة أو الإجراءات. أسئلة قد تتعلق ببيئة العمل والمشرفين وتعويضات العمل نفسه، وثقافة الشركة.
أمثلة:
- "ما هي أهم أسباب الاستقالة؟"
- "ماذا أحببت أكثر/أقل في المنظمة؟"
- "ما إذا تحسنت، هل ستعدل عن قراراك؟
- "هل توصي المنظمة إلى آخرين للانضمام كمكان عمل/دراسة؟"

### معدلات المشاركة
معدلات مقابلات الخروج تختلف اعتمادا على الطريقة المستخدمة في إجراء المقابلات. مقابلات الورق والقلم توفر أدنى معدلات المشاركة في حوالي 30 - 35%. أعلى معدلات المشاركة يتم تحقيقه باستخدام الإنترنت. متوسط معدلات مشاركة المنظمات باستخدام الإنترنت يصل لـ 65%.

## في التعليم
مقابلات الخروج في المؤسسات التعليمية تتم مع الطلاب المتخرجين. هذه المقابلات تهدف إلى جمع المعلومات حول تجربة الطلاب أثناء حضورهم تلك المؤسسات، ما استفادوا وما لم يستفيدوا، وما يمكن تحسينه لتعزيز تجربة الجيل القادم من الطلاب الذين سينضمون لتلك المؤسسات. هذا النوع من المقابلة يمكن أن يشير أيضا إلى المجالات التي ينبغي أن تستثمر أكثر أو أقل من الموارد لتعزيز التعلم والتطور عند الطلبة.

## الجمعيات
المقابلات في الجمعيات تجرى على الأعضاء الذين يقررون إنهاء عضوياتهم مع الجمعيات. هذه المقابلات توفر التغذية الراجعة إلى الجمعية بشأن سبب خروج الأعضاء وماذا يمكن عمله من تحسين، وكيف يمكن عمل تخصيص أفضل للموارد.

## أنواع أخرى
خلال الانتخابات و استطلاعات الرأي قد تجرى مسوحات اقتراع ناخبين عشوائية.

## أساليب إجراء المقابلات
هناك عدة طرق لإجراء المقابلات، ولكل منها مزايا وعيوب فيما يتعلق بعمق المشاركة التحيزات المختلفة التي قد تحدث، أو شكل المعلومات التي تم جمعها.
المقابلة الشفهية
المقابلة الشفهية يمكن أن تقوم بها طرف داخلي (مثل إدارة الموارد البشرية) أو خارجي (مثل شركة موارد بشرية استشارية لمقابلات الخروج ). وفيها تطرح أسئلة عادة في ترتيب منظم. المقابلات الشفهية تسمح بأعلى المشاركات تعقيدا وعمقا من الأساليب الأخرى، لأنها تسمح لمجري المقابلة أن يوجه أسئلة متابعة والتقاط الأفكار من خلال ارتفاع وانخفاض نبرة المجيب والحصول على إجابات وتوضيحات، وطلب أمثلة. ومع ذلك، يسمح هذا بحدوث تحيز ما سواء من جهة السائل أو المجيب. هذا التحيز يمكن أن يمتثل في طريقة طرح السؤال أو طول الإجابة على سؤال. أيضا الموظف قد يجد صعوبة في التعبير عن النقد البناء (خاصة عندما تجرى المقابلة وجها لوجه) بسبب الخجل من إغاظة الطرف الآخر (مجري المقابلة).
المقابلة الشفهية تحتاج إلى أن تدار من قبل محترف، ورغم أن هذا الخيار يعطي بيانات ذات جودة عالية، لكنه أكثر كلفة. البيانات التي تم جمعها تحتاج إلى إدخالها يدويا في نظام تتبع.
المقابلات الشفهية تحظى بأقل معدلات المشاركة خاصة إذا أجريت بواسطة الهاتف بسبب هوية المتصل الذي يمكن معرفته.[بحاجة لتوضيح]
المقابلة الخطية
المقابلات الخطية  تناسب أكثر من لا يستطيعون الوصول إلى الإنترنت ويسمح أيضا بالحفاظ على الهوية. ومع ذلك، فإنها تستغرق وقتا أطول للحصول على ردود، والمستطلعين الذين لا يعرفون القراءة والكتابة قد يجدون صعوبة في استخدام هذه الوسيلة. المعلومات المجمعة بهذه الوسيلة يجب أن تدخل أيضا في نظام تتبع بشكل يدوي.
المقابلات عبر الإنترنت
المقابلات التي تجرى من خلال واجهة ويب لديها ميزة وجود نسبة عالية من الموثوقية والمرونة والخصوصية. من ميزات هذا الوسيط هو امكانية الوصول إليها في الوقت الذي يراه المجيب مناسبا و  في أي مكان يمكن للمجيب الوصول إلى الإنترنت، وكذلك الحصول على ردود بشكل أسرع  . غير أن المجيب قد لا تكون لديه القدرة على استكمال المقابلة إذا لم يتوفر له الوصول إلى الإنترنت وقد يجد صعوبة إذا كان ممن لا يعرفون القراءة والكتابة أو ليس لديه خلفية تقنية كافية.[بحاجة لتوضيح]
ميزة هذا الوسيط  انخفاض تكاليفه والبيانات يتم إدخالها تلقائيا في أي نظام مناسب.و يمكن الوصول للإحصاءات والتقارير بشكل آني.
المجيب الصوتي التفاعلي
 المجيب الصوتي التفاعلي IVR هو وسيط موثوق لأخذ المقابلات لأنه يمكن الوصول إليه عن طريق الهاتف، وعلى نطاق واسع جدا إلى جانب كونه  تكنولوجيا موثوقة. ومع ذلك، انخفض فاعلية المجيب الصوتي بسبب انخفاض كلفة إجراء المقابلات بواسطة خيار شبكة الإنترنت التي تعطي بيانات مماثلة أو أعلى جودة. بالمقارنة مع الخيارات الأخرى، فإنه من الصعب الحصول على بيانات غنية من المجيب الصوتي التفاعلي، إلى جانب صعوبة ضبطه وتغييره، لأن أي تغييرات تتطلب تسجيلات صوتية جديدة.